# Iñaki Goiburu
Pour les articles homonymes, voir Goiburu.
Iňaki Goiburu, né le 20 décembre 1966 à Irun (Guipuscoa), est un pilote automobile de courses de côte, de rallyes et sur circuits espagnol.

## Biographie
Il commence la compétition automobile durant la seconde moitié des années 1980 avec son frère Carlos au Pays basque sur Renault 5 Turbo2, déjà dans diverses disciplines (rallyes, côtes, rallysprints..). Il participe ainsi à la Coupe Renault, sur R5 GT Turbo.
En 1992 (initialement sur BMW M3 du team SDA, vainqueur à Calafat, avec pour équipier Rafael Barrios) ses orientations saisonnières privilégient plutôt les courses sur piste, et ce jusqu'en 1998.
En 1999 il participe régulièrement au championnat d'Espagne des rallyes asphalte comme pilote officiel Citroën sur Citroën Saxo Kit Car, se classant à deux reprises dans les cinq premiers en courses. Son coéquipier Jesús Puras devient alors le champion ibérique à la fin de la de saison.
Il cesse la compétition en 2000.

## Palmarès

### Titres
- Champion d'Europe de la montagne de Catégorie I, en 1991 sur BMW M3 (Gr. A), devant Francis Dosières;
- Vainqueur de la Coupe CET, en 1995 (équipages privés sur circuits espagnols, avec une Alfa Romeo 155 ST);
- Triple vainqueur de la Coupe Citroën ZX des circuits, en 1996, 1997 et 1998;

### Victoires en championnat d'Europe de courses de côte
1991 (groupe A) :
- Rechberg ;
- Jaizkibel ;
- Šternberk ;
- Rieti ;
- Potenza.

(2e à Cesana Sestrieres, 3e à Pecs et Mont-Dore)